# フジグラン重信
フジグラン重信（フジグランしげのぶ）は、愛媛県東温市に所在するフジ・リテイリングが展開するショッピングセンター。

## 建物について
現在は主に東西に伸びる二つの建物から構成されているが、当初は西側(国道11号側)のみであり東側(主に食品コーナー、エディオン)の建物は2002年に増設されたものである。この西側の建物は当初2階建て+屋上駐車場と言う構成であったためか、屋上駐車場のスペースの幾分かを利用しているシネマサンシャインの設置にはいささか強引なところが見られる。(またその影響で駐車場が袋小路状になっている。)尚、東側の建物には屋上駐車場は設置されていない。
この他本館以外に別個の飲食店が集まるグルメアヴェニュー重信や、レデイ薬局やVoceが出店している専門店棟がある。
1993年6月30日に開業し、当初はフジ重信店だった。2000年に隣接するNTTグランドの跡地をDCMダイキ重信店と共にNTTから賃借する形で土地を譲受け、2001年に工事着手し、2002年3月1日にグランモールとグランヴェスタ(現:食品館)が開業しフジグラン重信に改称。2002年3月29日に全館開業となった。
2003年7月5日、重信シネマサンシャイン開業。重信町は1960年代に「ユニオン劇場」という映画館があったが、それ以降シネマサンシャインまで常設型の映画館が存在しなかった。
2003年12月、愛媛県松山市南梅本町1303-1(第4駐車場内)にグルメアヴェニュー棟、FITTA、立体駐車場が完成。
2004年9月21日、重信町と川内町が合併したことにより東温市となった為、所在地が東温市野田3丁目となる。
2007年9月、新グランフジ(現:生活館)が完成。旧グランフジには11月にデオデオ(現:エディオン)の鷹子店が移転し、フジグラン重信店として入居している。
おおまかな構成としては、
- 1階西:フードコート・衣料品・郵便局・旅行
- 2階西:ゲームセンター・玩具・衣料品
- 3階西:駐車場・映画館
- 1階東:食品
- 2階東:電器・書籍・家庭用品

なお東側にはDCMダイキ重信店があり、建物はつながっていないが駐車場は一部つながっている。
2016年7月15日に、耐震工事とテナントの大幅入れ替えを終え、リフレッシュオープンした。
2024年4月20日に、店舗塔屋を新ロゴへ刷新した。

## 主なテナント

### 1F
東館
- カメラのキタムラ

以下、飲食店
- ケンタッキーフライドチキン
- スターバックスコーヒー

西館
- コムサイズム
- メディコ21コスメティックス部門
- 郵便局
- フジトラベルサービス

以下、飲食店
- マクドナルド
- ミスタードーナツ
- サーティワンアイスクリーム
- キリン堂

### 2F
東館
- エディオン
- ABCマート

西館
- ダイソー
- ヴィレッジヴァンガード

### 3F(西館のみ)
- シネマサンシャイン重信
- 屋上駐車場

| スクリーン | 定員（座席数） | 車椅子席 | 音響方式    | その他 |
| ---------- | -------------- | -------- | ----------- | ------ |
| 1          | 313            | 2        | デジタル6ch |        |
| 2          | 213            | 2        | デジタル6ch |        |
| 3          | 177            | 2        | デジタル6ch |        |
| 4          | 107            | -        | デジタル6ch |        |
| 5          | 94             | 2        | デジタル6ch |        |
| 6          | 69             | 1        | デジタル6ch |        |
| 7          | 112            | -        | デジタル6ch |        |

### 専門店棟
- 愛媛銀行Voce
- メディコ21
- グランアヴェニュー重信
- 宝くじ売り場

## 周辺施設
- ホームセンターDCMダイキ重信店
- あいしょくドライビングスクール
- ベスト電器重信店
- スシロー東温店
- ハタダお菓子館